# Бакич (Слатина)
Бакич (хорв. Bakić) — населений пункт у Хорватії, у Вировитицько-Подравській жупанії у складі міста Слатина.

## Населення
Населення за даними перепису 2011 року становило 537 осіб.
Динаміка чисельності населення поселення:

## Клімат
Середня річна температура становить 11,43 °C, середня максимальна – 25,88 °C, а середня мінімальна – -5,40 °C. Середня річна кількість опадів – 749 мм.
| Клімат поселення                              | Клімат поселення | Клімат поселення | Клімат поселення | Клімат поселення | Клімат поселення | Клімат поселення | Клімат поселення | Клімат поселення | Клімат поселення | Клімат поселення | Клімат поселення | Клімат поселення | Клімат поселення |
| Показник                                      | Січ.             | Лют.             | Бер.             | Квіт.            | Трав.            | Черв.            | Лип.             | Серп.            | Вер.             | Жовт.            | Лист.            | Груд.            |                  |
| Середній максимум, °C                         | 6,13             | 8,11             | 12,70            | 17,27            | 22,65            | 25,88            | 25,41            | 24,77            | 20,29            | 15,09            | 9,43             | 5,16             |                  |
| Середня температура, °C                       | 0,37             | 2,30             | 6,92             | 11,49            | 16,90            | 20,11            | 21,89            | 21,25            | 16,79            | 11,58            | 5,90             | 1,64             |                  |
| Середній мінімум, °C                          | −5,4             | −3,42            | 1,17             | 5,73             | 11,13            | 14,34            | 18,36            | 17,72            | 13,25            | 8,04             | 2,38             | −1,89            |                  |
| Норма опадів, мм                              | 45               | 41               | 45               | 60               | 73               | 90               | 69               | 73               | 60               | 64               | 73               | 56               |                  |
| Середньомісячна швидкість вітру, м/с          | 2.20             | 2.40             | 2.71             | 2.60             | 2.36             | 2.20             | 2.10             | 1.90             | 1.90             | 2.00             | 2.10             | 2.20             |                  |
| Середньомісячна сонячна радіація, кДж/м²·день | 4120             | 6870             | 10774            | 15202            | 19263            | 21410            | 22228            | 19792            | 14674            | 9013             | 4654             | 3443             |                  |
| --------------------------------------------- | ---------------- | ---------------- | ---------------- | ---------------- | ---------------- | ---------------- | ---------------- | ---------------- | ---------------- | ---------------- | ---------------- | ---------------- | ---------------- |
| Джерело:                                      |                  |                  |                  |                  |                  |                  |                  |                  |                  |                  |                  |                  |                  |